# Списък на владетелите на Монпансие
Сеньория Монпансие (на френски: seigneurie de Montpensier), после Княжество Монпансие (Principauté de Montpensier), е бивше феодално княжество в северната част на Оверн, Франция. Първоначално е съсредоточено около Монпансие, но столицата е град Егперс. Дом Бурбон-Монпансие е начело на тази територия до 1531 г.
Херцогство Монпансие (на френски: Duc de Montpensier, Comtat de Montpensier) е създадено от Сеньория и Графство Монпансие през 1539 г. То е едновременно и Перство на Франция. Херцогството е наречено на селището Монпансие в регион Оверн.

## История
Монпансие е преди всичко сеньория на Графство Оверн, което ще интегрира Земите на Оверн след френското завоевание през 1213 г. след Обсадата на Турноел (Tournoël). През 1384 г. Жан дьо Бери, херцог на Оверн и Бери купува Графство Монпансие от господаря на Вантадур за 40 хил. франка. Когато херцогството преминава в ръцете на Бурбоните, там се установява по-млад клон на тази династия.
През 1531 г., след войната между Шарл III дьо Бурбон, херцог на Оверн и Бурбон, който е роден в Монпансие, и краля на Франция Франсоа I, херцогските територии са интегрирани в короната на Франция. След организирането на провинциите на кралството при Стария ред, Княжество Монпенсие е административно интегрирано в Херцогство Бурбон след традиционното владение на тази територия от Бурбоните. Статутът и членството на енориите, съставляващи Графство Монпенсие, въпреки това се колебаят и последните могат да интегрират в зависимост от различните години двете провинции Оверн и Бурбоне.

## Господари (Сеньори) на Монпансие

### Дом Тиер
Дом Тиер (Thiers, бивш Thiern), чийто произход датира от X век, е семейство от Оверн, от което идват първите виконти на Тиер и господарите на Монпансие в бившето Графство Оверн. 
През XI век Ги III дьо Тиер има двама сина, включително Гийом III дьо Тиер, който се жени за Аделаида дьо Шалон. Така той връща Графство Шалон на Дом Тиер и Гийом наследява баща си като виконт на Тиер. Що се отнася до втория му син Ги дьо Тиер, не се знае каква титла е имал, но той е в основата на клона Монпансие, тъй като синът му Ги V дьо Тиер е негов господар в средата на XII век.
- 1150 или 1155 – ?: Ги V дьо Тиер, виконт на Тиер, господар на Монпансие, по-малък брат на Вилхелм I, граф на Шалон
- Агнес дьо Тиер (* и † ?), господарка на Монпансие и Егперс, дъщеря на предишния, за която не е известно дали произхожда от клона на Ги дьо Тиер, граф на Шалон, или от този на Ги V от Тиер. ∞ 1. 1145 за Раймонд дьо Бургон, граф на Гриньон и господар на Вито (оттук Мао Бургундска, омъжена за Ги дьо Невер) 2. 1160 (или 1176) за Хумберт IV, господар на Божьо († 1189 или 1202), на когото носи сеньорията на Монпансие и Егперс.

### Дом Божьо
Дом Божьо (Beaujeu) е семейство с древен произход, установено в Божьо. Те са първите владетели на Божьо и регионът Божьоле носи името си от тях.
- Хумберт I дьо Божьо († 1190/1202), като Хумберт IV господар на Божьо (1202 – 1216)
- 1189 или 1202 – 1216: Гуихард I дьо Божьо († 1216), син на предишния, като Гуихард IV „Велики“ господар на Божьо; ∞ 1197 за Сибила дьо Ено (* 1179, † 1217), дъщеря на Балдуин V, граф на Ено, и Маргьорит Елзаска, от която има 8 деца: Хумберт V, господар на Божьо (дъщеря му Изабела дьо Божьо ∞ 1247 г. за Рено, граф на Форез, откъдето продължават графовете на Форез и господарите на Божьо), Гишар (вж. по-долу), Анри, господар на Шатньоф във Валроме, Луи, каноник на Primatiale Сен Жан на Лион, Агнес († 1234), ∞ за Теобалд I Наварски, Маргарита, Филипина – монахиня и Сибила († 1265), ∞ за Рено дьо Божé, след това за Пиер Гро, господар на Бриансон

- 1216 – 1256: Гуихард II дьо Божьо-Монпансие († 1256), син на предходния; ∞ 1226 за Катрин от Оверн (* 1212, † 1245), дъщеря на Гийом VIII, дофин на Оверн и граф на Клермон, и Изабела дьо Монлюсон. Имат три или четири деца: Хумберт (вж. по-долу), Анри/Херик, господар на Ерман и маршал на Франция, Луи, господар на Монферан и на Брок и може би Гийом дьо Божьо, 21-ви магистър на Тамплиерите
- 1256 – 1285: Хумберт дьо Божьо-Монпансие († 1285), син на предходния, барон на Ерман, господар на Монпансие и конетабъл на Франция; ∞ 1276 за Изабел дьо Мело (внучка на Гийом I от Сен Брис, самият той най-големият син на конетабъл Дрьо IV дьо Мело; вдовица на Гийом III от Жуани), от която има една дъщеря, Жана (вж. по-долу).
- 1285 – 1308: Жана дьо Божьо († 1308), дъщеря на предходния, господарка на Монпансие: ∞ 1292 за Жан II, граф на Дрьо, от когото има три деца (Робер, Жан и Пиер, вж. по-долу)

### Дом дьо Дрьо
Капетингов Дом Дрьо (de Dreux) е клон на Капетингите, произхождаща от Роберт I, граф на Дрьо, син на френския крал Луи VI. Притежател на графство Dreux (Йор е Лоар), той е формирал няколко клона, установени в Пикардия (Ен), Орлеан (Йор е Лоар), Нормандия и Бретан. Кадетска линия се присъединява чрез брак в началото на XIII век до трона на Херцогство Бретан, който запазва до изчезването му през 1514 г. със смъртта на Анна Бретанска, последната херцогиня на Бретан. Домът изчезва в последната си кадетска линия през 1590 г. Семейството Авогур, незаконен клон на херцозите на Бретан, изчезва през 1746 г.
- 1308 – 1327: Робер V дьо Дрьо († 1329), граф на Дрьо, господар на Монпансие, син на предходната и на Жан II дьо Дрьо; ∞ 1321 за Мария д'Онган
- 1327 – 1331: Жан III дьо Дрьо († 1331), граф на Дрьо, господар на Монпансие, брат на предходния; ∞ ок. 1329 за Ида дьо Росни († 1375)
- 1331 – 1345: Пиер I дьо Дрьо († 1345), граф на Дрьо, брат на предходния господар на Монпансие; ∞ 1341 за Изабо дьо Мелюн († 1389)
- 1345 – 1346: Жана I дьо Дрьо († 1346), графиня на Дрьо, господарка на Монпансие, дъщеря на предходния. Без потомство, тъй като умира на 1 г., клонът на Хумберт дьо Божьо изчезва и Монпансие преминава у клона на брат ѝ Луи († 1280), господар на Монферан и на Брок, който не трябва да се бърка с братовчед си Луи I дьо Божьо († 1295), господар на Божьо и Домб, син на Рено I дьо Форез и Изабела дьо Божьо.

### Дом Вантадур
Луи I дьо Божьо-Монферан († 1280), господар на Монферан и на Брок, ∞ за Маргьорит дьо Боме, от която има 5 деца, включително Маргьорит дьо Божьо, която 1290 ∞ за Еблес дьо Вантадур, виконт на Вантадур, от когото има 7 деца, включително Бернар II (вж. по-долу):
- 1346 – 1384: Бернар II дьо Вантадур (* 2 април 1350, † сл. 1390), 1329 Вицеграф на Вантадур, 1358 господар на Монпансие, син на предходния; ∞ за Маргьорит, дъщеря на Робер дьо Бомон-Бриен († 28 септември 1327), виконт на Бомон-о-Мен и Сент-Сюзан, без потомство. Той продава Монпансие на Жан Френски, херцог на Бери, син на Жан II Добрия, крал на Франция.

На 2 април 1350 г. Сеньория Монпансие е издигната в графство и е дадена на сина на Жан дьо Бери.

## Графове на Монпансие

### Дом дьо Бери
- 1386 – 1401: Жан ІІ дьо Бери (* 1363 † 1401), син на Жан, херцог на Бери и Оверн, който е третият син на крал Жан II Добрия
- 1401 – 1416: Жан дьо Бери (* 1340, † 1416), баща на предходния, взима графството след смъртта на сина си
- 1416 – 1434: Мария дьо Бери (* 1367, † 1434), дъщеря на преходния и на първата му съпруга Жана д'Арманяк, херцогиня на Оверн; ∞ 1. 1386 за Луи дьо Шатийон († 1391), граф на Дюноа 2. 1392 за Филип д'Артоа (* 1358, † 1397), граф на Йо 3. 1401 за Жан I дьо Бурбон (* 1381, † 1434), херцог на Бурбон и граф на Форез (който произлиза от бившите господари на Монпансие и Божьо чрез майка си Ана, дофина на Оверн, графиня на Форез, дъщеря на Жана дьо Форез с баща граф Рено I и Изабела дьо Божьо (по-горе)

### ДомБурбон
- 1434 – 1486: Луи I дьо Бурбон-Монпансие „Добрия“ (* 1406, † 1486), дофин на Оверн, син на предходната от третия ѝ брак; ∞ 8 декември 1426 за Жана от Оверн, дофина на Оверн, графиня на Клермон и на Сансер, дъщеря на Беро III, дофин на Оверн 2. 16 февруари 1443 за Габриела дьо Ла Тур д'Оверн, дъщеря на Бертран V дьо Ла Тур д'Оверн, граф на Оверн и на Булон, и на Жакет дю Пешин
- 1486 – 1496: Жилбер дьо Бурбон-Монпансие (* 1448, † 1496), най-голям син на предходния и на Габриела дьо Ла Тур, дофин на Оверн; ∞ 1481 за Клара Гондзага от Мантуа (1464 † 1503)
- 1496 – 1501: Луи II дьо Бурбон-Монпансие (* 1483, † 1501), син на предходния, дофин на Оверн и граф де Клермон (от 1496 – 1501)
- 1501 – 1525: Шарл III дьо Бурбон-Монпансие (* 1490, † 1527), брат на предходния, дофин на Оверн, херцог на Бурбон чрез женитба през 1505 за Сузана дьо Бурбон (1491 † 1521).

След предателството на конетабъла на Бурбон Графство Монпенсие е конфискувано, но е върнато през 1539 г. на сестрата на конетабъла и е издигнато в херцогство.

## Херцози на Монпансие

### ДомБурбон
- 1539 – 1561: Луиза дьо Бурбон-Монпансие (* 1484, † 1561), дъщеря на Жилбер; ∞ 1.1499 за Андре III дьо Шовини-Шатору († 1503), принц на Деол 2. 1504 за Луи дьо Бурбон-Вандом (* 1473 † 1520), принц на Ла Рош сюр Йон

### ДомБурбон-Монпансие
- 1561 – 1582: Луи III дьо Бурбон-Монпансие (* 1513, † 1582), син на предходната; ∞ 1. за Жаклин дьо Лонгуи (-Ньоблан и Пани) († 1561), дъщеря на Жан д'Ангулем и племенница на Франсоа I 2. Катерин дьо Лорен (* 1552, † 1596)
- 1582 – 1592: Франсоа дьо Бурбон-Монпансие (* 1542, † 1592), син на предходния; ∞ за Рене Анжу-Мезиер (* 1550, † 1590), маркиза на Мезиер, героиня на разказа „Принцесата от Монпансие“ на Мадам дьо Ла Файет (1662) и на едноименния филм на Бертран Таверние (2010).
- 1592 – 1608: Анри дьо Бурбон-Монпансие (* 1573, † 1608), син на предходния; ∞ Енриета-Катерина (* 1585, † 1656), херцогиня на Жуайоз
- 1608 – 1627: Мария дьо Бурбон-Монпансие (* 1605, † 1627), дъщеря на предходния; ∞ за Гастон дьо Франс (* 1608, † 1660), херцог на Орлеан (който чрез двамата си родители Анри IV и Мария Медичи произлиза от граф Рено I дьо Форез и Изабел дьо Боже по-горе, и следователно от бившите господари на Божьо и Монпансие)[2]

### 3-ти и 4-ти клон на Дом Орлеан
- 1627 – 1693: Анна-Мария-Луиза Орланска, нар. Ла Гранд Мадмоазел (* 1627, † 1693), дъщеря на предходната. Под натиска на Луи XIV тя номинира своя братовчед Филип Френски, известен като „Мосю“, брат на Луи XIV (двама племенници на Гастон Орлеански) за универсален наследник: след това Монпансие е отива в четвъртия клон на Орлеанската династия.
- 1693 – 1701: Филип I Орлеански, нар. Мосю (* 1640, † 1701), малък брат на Луи XIV
- 1701 – 1723: Филип II Орлеански, нар. Регента (* 1674, † 1723), син на предходния
- 1723 – 1747: Луи I Орлеански (* 1703, † 1752), син на предходния
- 1747 – 1752: Луи-Филип II Орлеански, нар. Филип Егалите (* 1747, † 1793), син на предходния. Титулуван „херцог на Монпансие“ по рождение, той получава титлата „херцог на Шартр“ след смъртта на дядо си Луи. След това титлата „херцог на Монпенсие“ се връща на баща му Луи Филип Орлеански.
- 1752 – 1775: Луи-Филип I Орлеански Дебелия (* 1725, † 1785), баща на предходния. Получава титлата, преди това държана от неговия син, след смъртта на собствения му баща Луи.
- 1775 – 1807: Антоан-Филип Орлеански (* 1773, † 1807), внук на предходния и най-малък син на Луи-Филип II Орлеански. Той получава титлата при раждането си. След смъртта му титлата отива у по-големия му брат, бъдещият крал Луи-Филип I (* 1773, † 1850), чийто внук по майчина линия е българският цар Фердинанд I.
- 1824 – 1890: Антоан Орлеански (* 1824, † 1890), племенник на предходния, най-малкият син на крал Луи-Филип I, титулуван от Луи XVIII; запазва титлата си при Юлската монархия (по кралска заповед на Луи-Филип I).∞ за Луиза-Фернанда дьо Бурбон (* 1832, † 1897), инфанта на Испания. Неговите потомци, станали испанци, носят титлата „херцог на Галиера“.

### Титла по обичай
Към днешна дата последният орлеанец, който носи титлата „херцог на Монпансие“, е най-малкият син на Филип Орлеански (* 1838, † 1894), внук на Луи-Филип I, граф на Париж, претендент за трона на Франция:
- 1890 – 1924: Фердинанд Орлеански (* 1884, † 1924), син на племенник (и внук по майчина линия) на предходния. Умира без потомство в своето овернско владение Рандан.

- Филип Орлеански (* 1869, † 1926), син на Филип Орлеански
- Жан Орлеански (* 1874, † 1940), братовчед на предходния, херцог на Гиз
- Анри Орлеански (* 1908, † 1999), син на предходния

- 1984 – : Мария-Тереза Вюртембергска (* 1934 г.), ∞ 1957 за Анри Филип Пиер Мари Орлеански (* 1933, † 2019), син на предходния, граф на Клермон, развод 1984 г. Графът на Париж, баща на Графа на Клермон, я дарява с титлата след развода.

### Други членове на фамилията
- Шарлота дьо Бурбон-Монпансие (* 1546/1547; † 1582), чрез женитба графиня на Насау и княгиня на Орания